# Meriones zarudnyi
Meriones zarudnyi é uma espécie de roedor da família Muridae.
Pode ser encontrada nos seguintes países: Afeganistão, Irão e Turquemenistão.